# Semliki-Nationalpark
Der Semliki-Nationalpark, oder auch Semuliki-Nationalpark liegt in Uganda, nördlich des Ruwenzori-Gebirges und südlich des Albertsees. Der Nationalpark umfasst einen Ausläufer des Ituri-Regenwaldes, der hauptsächlich in der DR Kongo liegt. Das Gebiet ist nicht mit dem nahe gelegene Semliki-Wildreservat zu verwechseln, welches über andere Lebensräume verfügt und sich bis zum Ufer des Albertsees erstreckt.

## Fauna
Im Park kommen acht verschiedene Primatenarten vor, am häufigsten sind Schwarz-weiße Stummelaffen, aber auch deren Verwandte der Uganda-Stummelaffe. Weitere Affenarten sind Grauwangenmangabe, Rotschwanzmeerkatze, Brazzameerkatze, Diademmeerkatze, Südliche Grünmeerkatze und Anubispavian. Der Wald beherbergt auch Waldelefanten, Afrikanischer Büffel, Buschschwein, Weißbauchducker und Batesböckchen. Allerdings wird man eher die auf Bäumen kletternden Feuerfußhörnchen und Rotfüßiges Sonnenhörnchen zu Gesicht bekommen.
Die Feigenbäume ziehen den blauen Riesenturako, sowie den kleineren Ross-Turako, aber auch bis zu neun Arten von Nashornvögeln an. An den in Park vorkommenden heißen Quellen bei Sempaya lassen sich Sitatungas und in den Flüssen Flusspferde beobachten. Hier kommen neben zahlreichen Watvögeln auch Oliventaube und Nacktgesicht-Grüntaube vor, die zum Sonnenuntergang zum Trinken erscheinen. Weitere Bewohner des Parks sind Rotflanken-Breitrachen, der kleinste afrikanische Specht, der Graubauch-Mausspecht, Fleckenibis, Weißbauch-Zwergfischer, Afrikanische Rotfußralle und auch mehrere Arten Bülbüls, Prachtfinken und Webervögel.